# 1 Batalion Szturmowy
1 Batalion Szturmowy 1 bsz, 1 Samodzielny Batalion Szturmowy 1 sbsz – jednostka wojskowa dalekiego rozpoznania i działań specjalnych SZ PRL i SZ RP okresu transformacji ustrojowej.

## Formowanie i zmiany organizacyjne
W sierpniu 1957 na podstawie rozkazu dowódcy 6 Pomorskiej Dywizji Powietrznodesantowej płk dypl. Bolesława Chochy została sformowana 2 Kompania Rozpoznawcza 6 DPD z dowódcą kpt. Władysław Potoczny, miejsce dyslokacji Kołobrzeg. W listopadzie 1958 została przeniesiona do Woli Justowskiej (obecnie dzielnica Krakowa).
13 września 1961 na podstawie rozkazu dowódcy 6 PDPD nastąpił proces rozwinięcia kompanii rozpoznawczej do stanu batalionu, była protoplastą Jednostki, która została sformowana na podstawie Zarządzenia Szefa Sztabu Generalnego WP nr 087/Org. z dnia 13 września 1961 i ostatecznie Rozkazem Dowódcy 6 Pomorskiej Dywizji Powietrznodesantowej nr 063 z dnia 23 września 1961 roku w listopadzie 1961 r. jako 26 Batalion Rozpoznawczy w Krakowie z dowódcą mjr Czesław Mitkowski. W styczniu 1964 roku 26 br został podporządkowany Inspektoratowi Szkolenia MON.
8 maja 1964 roku na podstawie rozkazu Nr 014/MON zmieniono nazwę batalionu na 1 Batalion Szturmowy (1 bsz, 1 Samodzielny Batalion Szturmowy 1 sbsz) o etacie (2/285). W czerwcu 1964 roku rozkazem Ministra Obrony Narodowej batalion dyslokowano do Dziwnowa. Żołnierze jednostki nosili mundury typu US i bordowe berety. W 1967 roku z 1 batalionu szturmowego przekazano 4 i 5 kompanię rozpoznawczą do Śląskiego Okręgu Wojskowego i Pomorskiego Okręgu Wojskowego i na ich bazie sformowano 62 kompanię rozpoznania specjalnego ŚOW oraz 56 kompanię rozpoznania specjalnego POW. Od 1968 kompanie rozpoznawcze batalionu przyjęły nazwę kompanie „specjalne”. W 1969 roku przekazano z batalionu 6 kompanię specjalną do Warszawskiego Okręgu Wojskowego i sformowano na jej bazie 48 kompanię specjalną WOW. W 1986 batalion przeniesiony został do garnizonu Lubliniec. Samodzielny batalion przeformowano 15 sierpnia 1993 r. na 1 Pułk Specjalny. Wielu żołnierzy 1 sbsz zostało po selekcji przyjętych do Formozy, inni trafili do nowo sformowanego Gromu, pozostali zostali w JW 4101.

## Historia Jednostki Wojskowej 4101

### Dziwnów 1964–1986
8 maja 1964 26 Batalion Rozpoznawczy został przeformowany na 1 Batalion Szturmowy (1 bsz, 1 Samodzielny Batalion Szturmowy 1 sbsz) i przeniesiony do Dziwnowa, gdzie stacjonował w kompleksie koszarowym w budynkach po byłych koszarach szkoły oficerskiej SS, w którym kwaterowały jednostki 8 batalion saperów i 10 pułk rozpoznania radiolokacyjnego. W maju 1967 batalion został poddany Inspekcji MON. 21 września 1967 roku z batalionu wyłączono dwie kompanie rozpoznawcze i po tej reorganizacji w batalionie były: dwie kompanie szturmowe, kompania płetwonurków, kompania rozpoznawcza i kompania łączności. Kompania rozpoznawcza była samodzielnym pododdziałem mogąc wydzielić sześć grup rozpoznawczych. W 1967 szef Sztabu Generalnego Wojska Polskiego przeprowadził sprawdzian gotowości bojowej 1 bsz. W 1968 stanowisko batalionu objął ppłk dypl. Tadeusz Wandzel. W tym samym roku na podstawie Zarządzenia Szefa Sztabu Generalnego nr 0164/Org. z dnia 21 grudnia 1968 roku, dowódca POW nakazał przeformować 1 batalion szturmowy według etatu nr 2/285 na etat wojenno-pokojowy nr 30/111 o stanie osobowym okresu pokojowego 425 żołnierzy i 6 pracowników cywilnych. Stan wojenny przewidywał 718 żołnierzy.
W 1968 roku oddział brał udział w Operacji Dunaj, gdzie zadaniem 1 sbsz było opanowanie lotniska w Hradcu Králové. Żołnierze czechosłowaccy nie stawiali oporu, akcja zakończyła się bez ofiar w ludziach. W późniejszym etapie działań żołnierzy batalionu skierowano do uciszania czechosłowackich radiostacji, a następnie do zadań wartowniczych. 14 lipca 1970 podczas skoków do Bałtyku startując z lotniska Śniatowo zginął tragicznie dowódca batalionu ppłk dypl. Tadeusz Wandzel. Podczas wydarzeń w grudniu 1970 roku 1 bsz nie brał w nich bezpośredniego udziału, stacjonował w garnizonie, był stan podwyższonej gotowości, realizowane były planowane przedsięwzięcia szkoleniowe. W 1973 i w 1974 żołnierze 1 psz pełnili służbę w międzynarodowej misji pokojowej: w Wietnamie, w Indochinach; w latach 1976–1977 w misji na półwyspie Synaj w Egipcie; w 1980 na Bliskim Wschodzie w PWJS w Syrii.
27 października 1975 roku na bazie szkolnej kompanii specjalnej powstała Szkoła Podoficerska i Młodszych Specjalistów. 26 marca 1977 1 bsz wizytował szef sztabu – zastępca dowódcy Pomorskiego Okręgu Wojskowego gen. bryg. Józef Użycki, a 22 maja 1978 roku 1 bsz wizytował minister obrony narodowej Wojciech Jaruzelski. 13 grudnia 1981 po ogłoszeniu stanu wojennego nie było żadnego wcielenia do jednostki. Kilka grup specjalnych otrzymały zadania działań specjalnych na terenie całej Polski m.in. w Łodzi, Gdańsku, Bydgoszczy czy w Szczecinie (luty, marzec 1982 rok); dwie grupy specjalne oddelegowano do sztabu POW. Poza tym zostały wydzielone dwie grupy specjalne, które uczestniczyły w akcjach „Semafor” i „Gwiazda”. W 1982 wyznaczeni żołnierze 1 bsz prowadzili działalność w Terenowych Grupach Operacyjnych w Golczewie i Wolinie. Batalion większych działań całością jednostki nie wykonywał, realizował szkolenie w rejonie garnizonu.

### Lubliniec 1986–1993
W 1986 roku na podstawie zarządzenia Szefa Sztabu Generalnego WP nr 035/OPR z dnia 16 grudnia 1985 nakazano JW 4101 przenieść się z Garnizonu Dziwnów do Garnizonu Lubliniec będącym w SOW. W lutym 1986 nastąpiło przegrupowanie 1 batalionu szturmowego w 2 rzutach transportem kolejowym. W 1987 wydzielone środki z 1 bsz uczestniczyły w zabezpieczeniu III pielgrzymki (podczas I i II pielgrzymki jednostka była w gotowości) papieża Jana Pawła II do Polski były wyznaczone trzy grupy: do Lublina, Tarnowa i Krakowa w operacji „Zorza II”. W 1988 1 psz pełnili służbę w międzynarodowej misji pokojowej jako obserwatorzy ONZ w Bagdadzie nadzorując przestrzeganie rozejmu pomiędzy Irakiem i Iranem.
30 października 1990 1 bsz został przeformowany na nowy etat 30/111. Zmiany kadrowe doprowadziły do powstania pierwszej w Wojsku Polskim kompanii kadrowej (zawodowej), utworzono osiem czteroosobowych grup specjalnych. Pierwszym dowódcą został por Jarosław Studniarz. 25 marca 1991 1 bsz był wizytowany przez wiceministra obrony narodowej Bronisława Komorowskiego. W 1992 uczestniczyli w misji ONZ na Bałkanach UNPROFOR; w 1993 w misji pokojowej ONZ w Kambodży. Dzień 15 sierpnia 1993 roku był datą kończącą historię 1 Batalionu Szturmowego, został rozformowany i na jego bazie powstał 1 Pułk Specjalny Komandosów. Wielu żołnierzy 1 sbsz zostało po selekcji przyjętych do Formozy, inni trafili do nowo sformowanego Gromu, pozostali zostali w 1bsz. Numer jednostki 4101 pozostał bez zmian.

## Tradycje
Zgodnie z decyzją Nr 014/MON z dnia 8 maja 1964 roku 1 Batalion kultywował tradycje:
- Polskiego Samodzielnego Batalionu Specjalnego[4].

Sztandar:

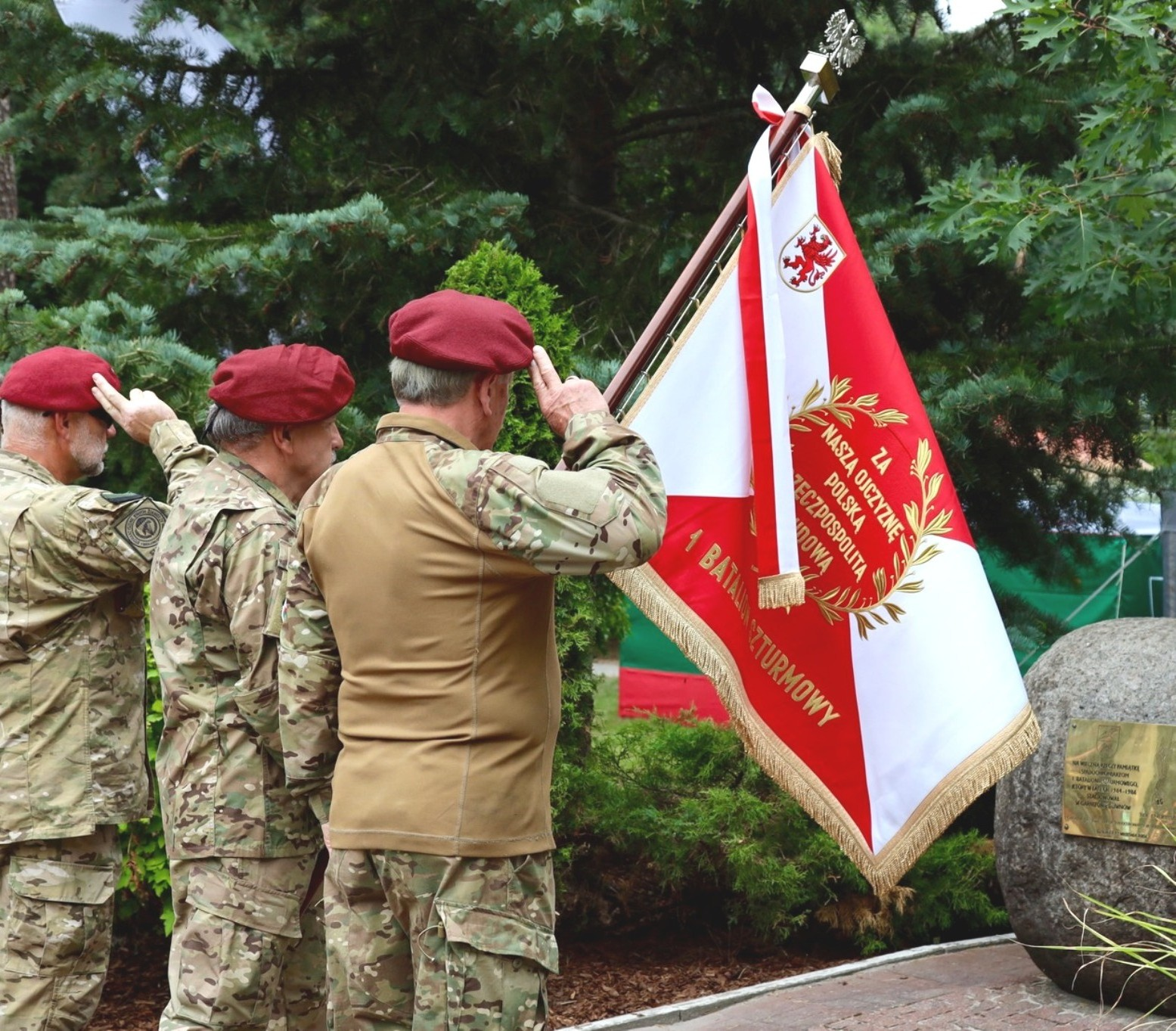
Dziwnów, 28.08.2023. Wzorowany na oryginale z 1966 jako sztandar-replika Stowarzyszenia Byłych Żołnierzy 1 BSZ podczas Festynu Komandosa

W kwietniu 1966 instytucja społeczno-polityczna Front Jedności Narodu w Kamieniu Pomorskim wystąpił z wnioskiem do Rady Państwa PRL o ufundowanie sztandaru dla batalionu, który został wręczony 12 października 1966 roku. Aktu wręczenia dla dowódcy 1 batalionu szturmowego ppłka Zbigniewa Gruzińskiego dokonał gen. bryg. Aleksander Ligaj w imieniu ministra obrony narodowej Mariana Spychalskiego.
W 2010 sztandar jednostki został wypożyczony ze zbiorów Muzeum Wojska Polskiego w Warszawie i był zaprezentowany w Dziwnowie podczas „I Festynu Komandosa” pod patronatem honorowym Szefa Biura Bezpieczeństwa Narodowego. Następnie został odnowiony przez Stowarzyszenie Byłych Żołnierzy 1 Batalionu Szturmowego i 26 sierpnia 2012 roku kontynuując tradycje przekazano sztandar płk. dypl. Sławomirowi Drumowiczowi, będącemu wówczas cz.p.o. dowódcy Jednostki Wojskowej Komandosów.
Święto, oznaka
Doroczne święto batalion obchodził 12 października. Zgodnie z decyzją dowódcy 6 Pomorskiej Dywizji Powietrznodesantowej nr 063 z dnia 23 września 1961 roku kontynuowano noszenie oznaki przez żołnierzy 1 Batalionu Szturmowego.
W maju 2014 roku obchodzono pięćdziesięciolecie jego utworzenia.

## Przeznaczenie, zadania Jednostki Wojskowej 4101
1 Samodzielny Batalion Szturmowy był samodzielną jednostką powietrznodesantową przeznaczoną do prowadzenia głębokiego rozpoznania oraz działań dywersyjnych na głębokim zapleczu nieprzyjaciela na rzecz Frontu Polskiego. W przypadku konfliktu między wojskami Układu Warszawskiego i Organizacji Traktatu Północnoatlantyckiego samodzielny batalion miał działać na kierunku duńskim. Batalion miał działać grupami od 36 do 60 grup specjalnych na czas „W” na głębokości od 150 do 600 km poza liniami przeciwnika i wykonywać zadania rozpoznawcze, dywersyjne oraz w miarę możliwości organizować działania partyzanckie.

### Szkolenie
Żołnierze szkolili się na terenie Polski, w warunkach zbliżonych do rzeczywistych. Po dokonaniu desantu drogą powietrzną lub morską mieli do wykonania określone zadania zwiadowcze lub dywersyjne i w określonym terminie wrócić do jednostki na własną rękę. O ich obecności były poinformowane lokalne jednostki wojskowe, WSW, a także funkcjonariusze MO, SOK i SB. Ich aktywność miała utrudnić lub uniemożliwić wykonanie zadania. Żołnierze 1 batalionu szturmowego uczestniczyli w wielu ćwiczeniach międzynarodowych, międzyresortowych i różnych rodzajów wojsk oraz w spartakiadach, w tym m.in.: w 1965 wspólne ćwiczenia z Wojskami Wewnętrznymi; w 1966 ćwiczenia z lotnictwem operacyjnym; w 1973 ćwiczenia w szkoleniu górskim w Kobylanach; ćwiczenie „Wiosna 68”; ćwiczenia „Czerwiec 75”, „Harpia 75”, „Kraj 78”; w 1974 uczestniczyli w I Centralnych Zawodach Użyteczno- Wojskowych w Bydgoszczy; w 1976 w II Centralnych Zawodach Działań Specjalnych w Wędrzynie; w 1978 brali udział w I Okręgowych Zawodach Pododdziałów Rozpoznania w Jaworzu; w 1980 brali udział w IV Centralnych Zawodach Działań Specjalnych w Drawsku; uczestniczyli w międzynarodowym ćwiczeniu w 1981 „Braterstwo Broni” w NRD; w 1987 roku żołnierze jednostki brali udział w ćwiczeniach „Przyjaźń 87”, które było ostatnim dużym ćwiczeniem Układu Warszawskiego z udziałem grup specjalnych; w 1990 w ćwiczeniu „Krokus 90” w Kotlinie Kłodzkiej; 1 bsz uczestniczył w ostatnim swoim ćwiczeniu w 1993 „Orion 93”.
Do dyspozycji żołnierzy batalionu przekazywano (głównie na początku działalności jednostki – lata 60 XX wieku) umundurowanie, wyposażenie oraz uzbrojenie wraz z amunicją, pochodzące z państw NATO. Było ono zdobywane przez polski wywiad wojskowy (któremu JW 4101 podlegała) oraz przekazywane przez zaprzyjaźnione państwa socjalistyczne, np. Wietnam Północny. Dysponowano także niewielką liczbą pojazdów wojskowych produkcji zachodniej.
Do początku lat 70 XX w. wszyscy żołnierze obowiązkowo uczyli się języka niemieckiego. Oprócz tego nauczano także języka angielskiego oraz języków skandynawskich. W późniejszych latach języków obcych uczyli się tylko oficerowie. Przez pewien czas w jednostce istniały kompanie „angielska” i „niemiecka”, w których posługiwano się tymi językami także przy wydawaniu rozkazów na placu manewrowym. Podczas szkoleń korzystano również z doświadczeń wojsk innych państw socjalistycznych. Jednym z przykładów takiej współpracy może być kurs walki wręcz Kyoksul we Wrocławiu, prowadzony przez majora i pułkownika z attachatu wojskowego Koreańskiej Republiki Ludowo-Demokratycznej w Warszawie. W okresie od października 1970 do września 1980 w Wyższej Szkole Oficerskiej Wojsk Inżynieryjnych odbył się kurs Kyoksul dla żołnierzy zawodowych jednostek specjalnych. Był to element współpracy między PRL a KRLD. Kurs prowadził ppłk Li Son Il. Spośród kilkudziesięciu żołnierzy rozpoczynających kurs, ukończyło go tylko czternastu.

### Incydenty
W czasie jednego z ćwiczeń z WOP pilot śmigłowca omyłkowo zrzucił desant na terenie Niemiec Wschodnich. Pomyłkę szybko zauważono, a incydent zakończył się oficjalnym protestem władz NRD. Innym incydentem było wysadzenie linii kolejowej na trasie Bydgoszcz-Toruń, do którego doszło w wyniku wydania żołnierzowi prawdziwego ładunku wybuchowego.

## Skład organizacyjny

### Skład w 1961 roku
Struktura organizacyjna w 1961 była:
- dowództwo i sztab
  - 1 kompania rozpoznawcza,
  - 2 kompania rozpoznawcza,
  - 3 kompania rozpoznawcza,
  - pluton łączności,
  - pluton transportowo-gospodarczy,
  - spadochroniarnia.

### Skład w 1964 roku
W chwili powstania w 1964 batalion zgodnie z etatem 2/285 liczył:
- 67 oficerów,
- 41 podoficerów,
- 192 żołnierzy.

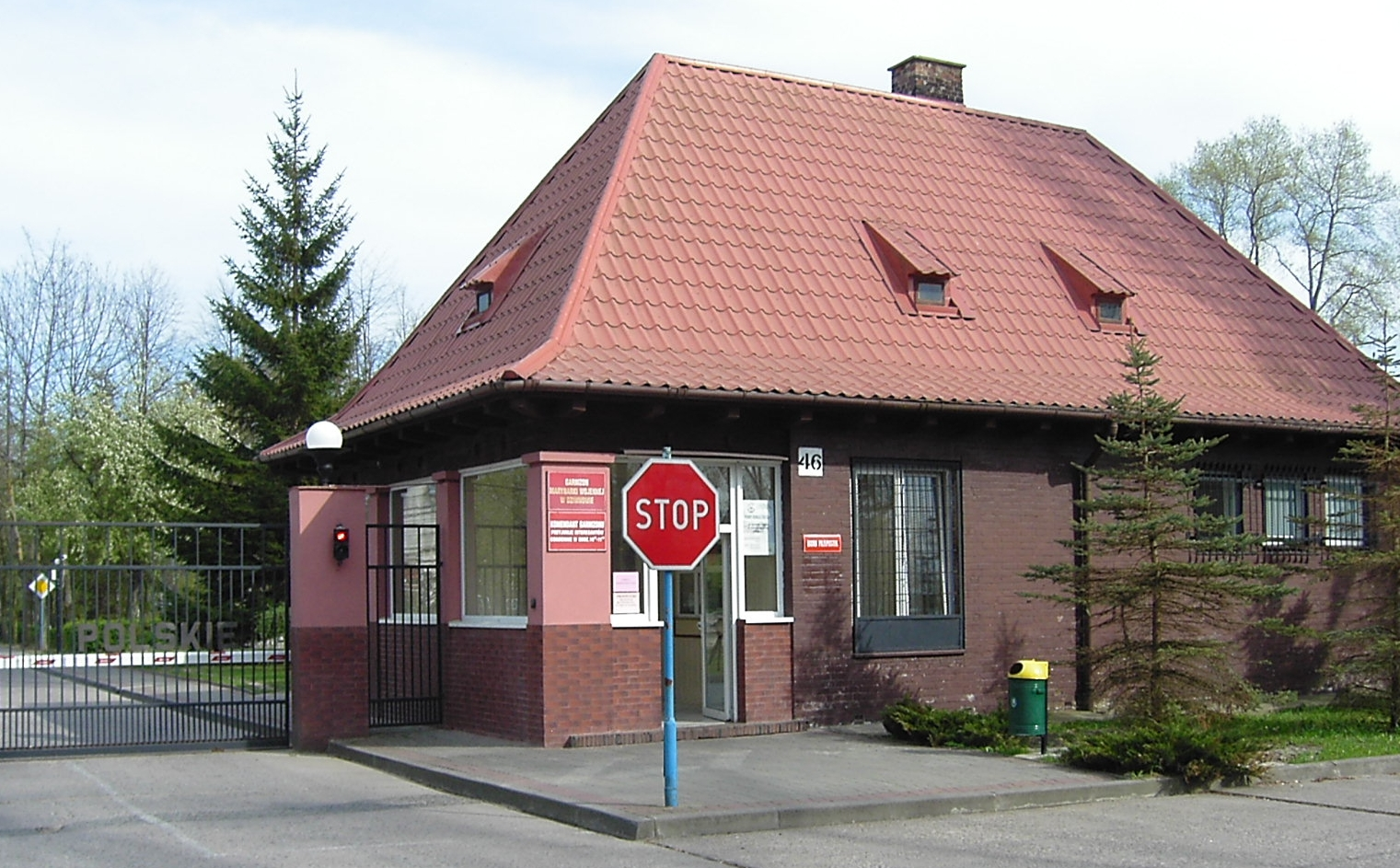
Dziwnów. Koszary byłego 1 batalionu. Obecnie stacjonuje tu 8bsap, 8dplot. Na zdjęciu wartownia obiektu wojskowego

Organizacja etatowa jednostki w kwietniu 1964 roku była:
- dowództwo (dowódca, zastępca dowódcy ds. politycznych, zastępca dowódcy ds. liniowych)
- sztab – szef sztabu, szefowie służb,
  - kompania łączności,
    - pluton radiostacji KF dużej i średniej mocy,
    - pluton radiostacji KR R-350,
    - warsztat remontu sprzętu łączności,
    - centrala telefoniczna,

  - 1 kompania szturmowa,
    - dwa plutony szturmowe,

  - 2 kompania szturmowa,
    - dwa plutony szturmowe,

  - trzy kompanie rozpoznania,
    - pluton rozpoznawczy
      - 3 grupy

    - pluton rozpoznawczy (skadrowany)
    - pluton łączności radiowej
      - drużyna radiostacji średniej KF R-118
      - drużyna radiostacji R-350

  - kompania płetwonurków,
    - trzy plutony płetwonurków,
    - pluton zabezpieczenia technicznego,
- kwatermistrzostwo,
  - sekcja samochodowa,
    - pluton transportowy,
      - drużyna remontu samochodów,
      - drużyna transportowa,
      - drużyna gospodarcza,

  - spadochroniarnia i układalnia spadochronów,
  - izba chorych.

### Skład w 1990 roku
Organizacja etatowa jednostki w kwietniu 1990 roku była:
- dowództwo i sztab
- zespół dowodzenia,
- sekcja wychowawcza,
- szefowie służb,
  - kompania kadrowa (zawodowa),
    - osiem grup specjalnych czteroosobowych,

  - dwie kompanie specjalne,
  - kompania łączności,
  - kompania specjalna płetwonurków bojowych,
    - 9 grup specjalnych płetworunków,

  - kwatermistrzostwo,
    - pluton zaopatrzenia,

  - sekcja samochodowa,
    - pluton remontowy,

  - pluton medyczny,
  - spadochroniarnia i układalnia spadochronów,
  - szkoła podoficerska służby zasadniczej.

Batalion w 1975 zgodnie z etatem 30/111 liczył 724 żołnierzy. W 1990 zgodnie z zarządzeniem Szefa Sztabu Generalnego WP nr 037/Org. z dnia 10 kwietnia 1990 i zarządzeniem Szefa Sztabu SOW nr 029/Org. z dnia 4 czerwca 1990 1 bsz został przeformowany z etatu 30/111 na nowy etat, zmienił się stan ilościowy batalionu oraz posiadane wyposażenie. Zmiany organizacyjne doprowadziły do powstania pierwszej w Wojsku Polskim kompanii kadrowej (zawodowej) składającej się zgodnie z etatem z 5 grup specjalnych na czas „P” i 10 grup specjalnych na czas „W”. Faktycznie zostało utworzonych osiem czteroosobowych grup specjalnych. W maju 1990 do uzbrojenia wprowadzono pistolety P-83. Wyposażenie kadrowej grupy specjalnej stanowiło: karabinek kbk AK z tłumikiem, karabin maszynowy RPKS lub PK, granatnik przeciwpancerny RPG-7, pistolet maszynowy PM-63.

## Uzbrojenie i wyposażenie batalionu
Stan uzbrojenie i wyposażenia w 1965:
- pistolet TT wz.33
- kbk AK-47
- kbk-granatnik wz. 1960
- rkm
- granatnik RPG-2
- RPD
- pistolet sygnałowy
- sprzęt optyczny (lornetki 6x30, lornetki 8x30, peryskopy zwiadowcy TR, lornetki nożycowe AST, noktowizory NSP-2, kompasy)
- sprzęt spadochronowy (spadochrony treningowe ST-5ZM, spadochrony desantowe SD-1, spadochrony zapasowe SZ-60, automaty spadochronowe KAP-3, kamizelki ratownicze KR-7)
- Sprzęt do nurkowania (zestawy lekkiego nurka ze skafandrem PW-1, aparaty nurkowych powietrznych P-21 Mors, aparatów nurkowych tlenowo-powietrznych Czajka)
- sprzęt łączności (warsztat łączności Ł-1 z samochodem, stacja ładowania akumulatorów PSŁ-1,5, elektrownia oświetleniowa EO-1/0,5, aparatownia APŁL z samochodem aparatowni, radiostacja R-350M)
- pojazdy (m.in. motocykl z bocznym wózkiem, GAZ-69, Star 66, sanitarka, warsztat-samochód B/Sam, samochód specjalny do ładowania akumulatorów A/Sam z przyczepą, ciągnik kołowy Ursus, cysterna na benzynę, autobus, przyczepy na wodę)
- sprzęt inny (komora dekompresyjna, kuter rozpoznawczy SMK-75, łodzie desantowe, kuchnia polowa)

## Wyróżnienia
Batalion był między innymi wyróżniany:
- II i III miejsce w I Centralnych Zawodach Pododdziałów Specjalnych – 1974
- II miejsce w II Okręgowych Zawodach Działań Specjalnych – 1975
- I, II, III miejsce w III Okręgowych Zawodach Działań Specjalnych – 1977
- tytuł najlepszego zwiadowcy Pomorskiego Okręgu Wojskowego – 1977
- I i III miejsce w III Centralnych Zawodach Pododdziałów Specjalnych – 1978
- wyróżnienie od dowódcy Pomorskiego Okręgu Wojskowego – 1980
- wyróżnienie od Ministra Obrony Narodowej – 1981
- I miejsce w V Okręgowych Zawodach Działań Specjalnych – 1981
- tytuł „Najlepszej Jednostki Wojska Polskiego” – 1983; 1988
- I miejsce w wieloboju rozpoznawczym w Śląskim Okręgu Wojskowym – 1989

## Żołnierze batalionu
Dowódcy jednostki
- mjr Ryszard Reguła V 1964 – XII 1965
- ppłk Zbigniew Gruziński XII 1965 – V 1967
- mjr Stanisław Szydłowski V 1967 – VI 1968
- ppłk dypl. Tadeusz Wandzel VI 1968 – VII 1970[a]
- ppłk Witold Bartosiewicz VII 1970 – IX 1974
- mjr Ryszard Romańczuk IX 1974 – VII 1975
- mjr Andrzej Krawczyk VII 1975 – X 1978
- mjr Andrzej Prus X 1978 – IX 1979
- ppłk Zenon Pietkiewicz IX 1979 – IV 1983
- ppłk dypl. Stanisław Osiecki IV 1983 – I 1988
- ppłk dypl. Witold Busz I 1988 – VIII 1991
- ppłk dypl. Zbigniew Kwintal VIII 1991 – VIII 1993[b]

Oficerowie
- January Komański
- Włodzimierz Michalski
- Jan Kempara
- Roman Polko
- Krzysztof Przepiórka[50][51]

## W kulturze masowej
- 4101 Dziwnów – polski film dokumentalny z 2016 roku, reżyser Dominik Pijański, przedstawiający najtajniejszą jednostkę wojskową w PRL, opowiadający o komandosach z Dziwnowa, czyli żołnierzach 1 Batalionu Szturmowego z lat 1964 do 1986[52].

## Upamiętnienie
23 września 2006 roku Oddział III Związku Polskich Spadochroniarzy zorganizował uroczyste odsłonięcie tablicy upamiętniającej 1 batalion szturmowy, który w latach 1964–1986 stacjonował w garnizonie Dziwnów. Obok znajduje się kamień na którym umiejscowiono dwie tablice, gdzie na tablicy górnej widnieją imiona i nazwiska dowódców 1 batalionu szturmowego. Na dolnej tablicy ufundowanej w sierpniu 2012 roku, jest upamiętnienie 42 rocznicy tragicznej śmierci dowódcy 1 bsz ppłka Tadeusza Wandzla.
Celem upamiętnienia 1 batalionu szturmowego jest organizowany „Festyn Komandosa”, który odbywa się od 2010 do chwili obecnej w Dziwnowie, jest adresowany głównie dla żołnierzy i funkcjonariuszy służb mundurowych, stowarzyszeń paramilitarnych i organizacji proobronnych oraz społeczeństwa. W ramach festynu odbywały się imprezy sportowo-wyczynowe, jest Festiwal Gwiazd Sportu, czy Festyn Rybaka Dziwnów, które są organizowane przez Gminę Dziwnów. W 2022 roku podczas 13 edycji festynu odsłonięto obelisk Wojsk Specjalnych Wojska Polskiego poświęcony jednostkom specjalnym, które wywodziły się z 1bsz będące potem w Szczecinie, Bydgoszczy, Bolesławcu, Krakowie, Lublińcu, Warszawie, Gliwicach, Gdyni. W sierpniu 2023 roku odbyła się 14 edycja imprezy, do Dziwnowa przyjechały grupy rekonstrukcyjne, komandosi, weterani oraz odbyły się skoki spadochronowe, pokazy i wystawy.

## Przekształcenia
6 Kompania Rozpoznawcza 6 PDP (1957–1961) → 26 Batalion Rozpoznawczy (1961–1964) → 1 Batalion Szturmowy (1964–1993)